# Антинья, Элен
Эле́н-Мари́ Антинья́ (фр. Hélène Marie Antigna; 8 июля 1837, Мелён — 10 марта 1918, XVII округ Парижа) — французская художница.

## Биография
В 1861 году вышла замуж за художника Александра Антинья. Вначале училась у своего мужа, позже стала ученицей Эжена Делакруа.
Автор небольших жанровых картин. С 1877 года выставлялась в Салоне.
Сын, Андре-Марк Антинья (1869—1941), также был художником-миниатюристом.

## Избранные работы
- Chercheuse de bois mort (1861)
- Retour du contrebandier (1868)
- On n’entre pas! (1876),
- Tant va la cruche à l’eau.